# India Arie
India Arie (Denver, 1975. október 3. –) többszörös Grammy-díjas amerikai énekesnő, dalszerző. Több mint 3,3 millió lemezt adott el az Egyesült Államokban és 10 milliót világszerte. 23 jelöléséből négy Grammy-díjat el is nyert, köztük a legjobb R&B albumért is; 2018-ban.

## Pályafutása
Édesanyja tinédzserként Stevie Wonder mellett vokálozott. Szülei válása után Atlantába költöztek. Iskolai évei alatt különböző hangszerek használatát tanulta  meg. Felső fokon a Savannah College of Art and Design főiskolán tanult.
Első albuma, – az Acoustic Soul – 2001-ben jelent meg és 10. lett a Billboard 200 listáján és 3. a Top RnB/Hip Hop listán. Csak a USA-ban 2 180 000 példányt adtak el belőle.

## Albumok
- 2001: Acoustic soul
- 2002: Voyage to India
- 2006: Testimony: Vol.1 Life & Relationship
- 2009: Testimony: Vol.2 Love & Politics

## Díjak
Grammy-díjak: 2009, 2010, 2017, 2019